# ǁ
Cette page contient des caractères spéciaux ou non latins. S’ils s’affichent mal (▯, ?, etc.), consultez la page d’aide Unicode.
Le ǁ, appelé clic latéral, est une lettre additionnelle de l’alphabet latin utilisée en juǀʼhoan, nǀu et taa.

## Utilisation
Dans l’alphabet phonétique international, la lettre clic latéral ‹ ǁ › est utilisée pour représenter l’articulation antiéreure d’un clic alvéolaire latéral, qui était antérieurement représentée par la lettre coup de glotte réfléchi culbuté /ʖ/.

## Représentation informatique
Le clic latéral possède la représentation Unicode suivante (Latin étendu B) :
| formes     | représentations | chaînes de caractères | points de code | descriptions               |
| ---------- | --------------- | --------------------- | -------------- | -------------------------- |
| unicaméral | ǁ               | ǁ                     | U+01C1         | lettre latine clic latéral |